# پلزنتن (نبراسکا)
پلزنتن(به انگلیسی: Pleasanton) شهری در ایالت نبراسکا کشور ایالات متحده آمریکا است که جمعیت آن در سرشماری سال ۲۰۱۰ میلادی، ۳۴۱ نفر بوده‌است.